# Mana (seria)
Mana (jap. 聖剣伝説 Seiken Densetsu; dosł. Legenda uświęconego miecza) – seria fabularnych gier akcji autorstwa Square Enix (wcześniej Square). Pierwszą grę z serii (Mystic Quest) pomyślano jako spin-off sztandarowej serii Square - Final Fantasy, lecz wraz z następną (Secret of Mana) usunięto wiele nawiązań do serii Final Fantasy, a Mystic Quest stało się pierwszą grą nowo powstałej serii. Od tego czasu powstało wiele gier, także niebędących już grami fabularnymi. Akcja gry toczy się w mediewistycznym świecie fantasy Mana, a powracającym motywem na którym opierana jest fabuła jest np. obrona drzewa podtrzymującego wszechświat i świętego miecza przed stworzeniami chcącymi skraść ich moce.
Obecnie seria składa się z czterech gier wydanych pierwotnie na konsole stacjonarne, czterech na przenośne i trzech na telefony komórkowe. Odbiór serii jest bardzo nierówny - najlepiej oceniana gra z serii, Secret of Mana na Super Nintendo Entertainment System znalazła się np. na 48 miejscu listy IGN najlepszych gier wszech czasów z roku 2005, podczas gdy później wydane gry zbierały już wyraźnie niższe noty.